# Honorije IV. od Monaka
Honorije IV. od Monaka, punim imenom Honoré Charles Anne Grimaldi (Pariz, 17. svibnja 1758. – Pariz, 16. veljače 1819.), monegaški knez i vojvoda od Valetinoisa od 1814. do svoje smrti 1819. godine. Po preuzimanju dužnosti kneza bio je već vidljivo narušenog zadravlja, tako da su umjesto njega vladali regenti, prvon njegov brat Josip Grimaldi, a potom Honorijev sin i nasljednik Honorije.

## Životopis
Rodio se kao stariji sin u obitelji monegaškog kneza Honorija III. i Maria Caterina de Brignole-Sale. Braća Honorije i Josip su odrasli u Francuskoj, živeći većinom na imanjima svog djeda po ocu Jacquesa Goyona de Matignona († 1751.), čiji su potomci preuzeli vlast nad kneževinom nakon izumiranja muške linije dinastije Grimaldi.
Dana 15. srpnja 1777. godine, Honorije je oženio bogatu nasljednicu, vojvotkinju Louise d'Aumont, koja je, preko svoje majke Lujze, bila u robinskoj vezi s bogatom i utjecajnom francuskom velikaškom obitelji Mazarin te je stoga donijela veliki miraz monegaškom prijestolonasljedniku. Bračni par je dobio dvojicu sinova, koji su oboje obnašali dužnost kneza Monaka; Honorija V. i Florestana I.
Za vrijeme Francuske revolucije, obitelj Grimaldi je doživjela teško razdoblje. Prvo je u siječnju 1793. godine bio svrgnut s vlasti Honorijev djed, Honorije III., a Francuska je anektirala i ukinula Kneževinu Monako, preimenovavši je u Port Herule. Članovima obitelji su oduzeti plemićki naslovi i prava i imovina u Francuskoj te su dobili status francuskih građana. U razdoblju Jakobinske diktature, Honorije i njegova supruga Louise te njihov sin Florestan i Honorijev otac, bivši knez Honorije III. bili su zarobljeni, utamničeni i proglašeni narodnim neprijateljima. Uskoro su Louise i njen sin Florestan bili oslobođeni intervencijom obiteljskog liječnika, dok je Josipova supruga Marie Therese bila smaknuta na giljotini.
U listopadu 1794. godine bili su pušteni iz tamnice Honorije (IV.) i njegov otac Honorije III., koji je izašao iz zatvora jako narušena zdravlja te se više nikada nije u potpunosti oporavio i umro je već u ožujku slijedeće godine. Honorije (IV.) je, također, izašao iz zatvora narušena zdravlja. Godine 1798. razveo se od supruge Louise koja je, u međuvremenu, bila dobila nezakonito dijete.
Za vrijeme Napoleonove vlasti, obitelj je dobila natrag neke od svoji posjeda u Francuskoj, ali su neke od njih morali prodati uslijed svoje teške financijske situacije. Poslije rušenja Prvog Francuskog Carstva, Honorije je 1814. godine postao suverenim knezom Monaka. Međutim, puna neovisnost je trajala svega godinu dana, jer je na Bečkom kongresu 1815. godine bilo odlučeno da se Kneževina Monako stavi pod protektorat Kraljevine Sardinije.
Zbog narušena zdravlja i paralize jedne strane tijela, knez Honorije IV. je prepustio upravu kneževine, prvo svome bratu Josipu, a potom svome sinu i budućem knezu Honoriju V., koji ga je naslijedio nakon njegove smrti 1819. godine.